# Административная ответственность
Административная ответственность — вид юридической ответственности, которая определяет обязанности субъекта претерпевать лишения государственно-властного характера за совершение административного правонарушения. Административная ответственность в России регламентируется Кодексом Российской Федерации об административных правонарушениях.

## Особенности административной ответственности
- Административная ответственность граждан РФ.
- Административная ответственность иностранных граждан, иностранных юридических лиц и лиц без гражданства.
- Административная ответственность собственников (владельцев) транспортных средств.
- Административная ответственность должностных лиц.
- Административная ответственность военнослужащих.
- Административная ответственность юридических лиц РФ.
- Административная ответственность собственников или иных владельцев земельных участков либо других объектов недвижимости.

## Установление административной ответственности
Установление ответственности по делам совершения административного правонарушения является правотворческой, точнее — законодательной деятельностью государства. Административная ответственность в соответствии со ст. 1.1 КоАП РФ может устанавливаться на двух уровнях: федеральном и региональном.
Субъектом административной ответственности может быть вменяемое физическое лицо, достигшее 16-летнего возраста, и организация, то есть юридическое лицо.

## Признаки административного правонарушения
Понятие административного правонарушения содержится в ст. 2.1 КоАП РФ: «Административным правонарушением признается противоправное, виновное действие (бездействие) физического или юридического лица, за которое настоящим Кодексом или законами субъектов Российской Федерации об административных правонарушениях установлена административная ответственность». С учётом этого определения можно называть следующие признаки административного правонарушения:
- Деяние — акт волевого, осознанного поведения, может быть действием (переход улицы на красный сигнал светофора) или бездействием (неявка в суд для исполнения обязанности присяжного заседателя);
- Антиобщественный характер — посягательство на интересы гражданина, государства и общества: обобщённый перечень таких интересов дан в ст. 1.2 КоАП РФ и конкретизируется в содержащихся в нём правовых нормах;
- Виновность — аналогичная уголовному праву конструкция с умыслом и неосторожностью (ст. 2.2 «Формы вины» КоАП РФ);
- Противоправность — ситуация, при которой объект посягательства не только представляет определенную ценность для личности, государства и общества, но и охраняется правом.

Важно понятие наказуемости, при которой административное наказание является установленной государством мерой ответственности за совершение административного правонарушения (ст. 3.1 КоАП РФ).

## Виды административных наказаний
Виды административных наказаний определены в ст. 3.2 КоАП РФ. За совершение административных правонарушений могут применяться следующие административные наказания:
- Предупреждение. Это выносимое официальное порицание управляемым органом в письменной форме, установленной законодательством;
- Административный штраф. Это денежное взыскание, размер которого определяется в статье, устанавливающей ответственность за конкретное правонарушение;
- Конфискация орудия совершения или предмета административного правонарушения. Это аналогичное предыдущему принудительное изъятие без какой-либо компенсации;
- Лишение специального права, предоставленного физическому лицу (права охоты, управления транспортным средством и т. п.);
- Административный арест. Он подразумевает задержание нарушителя в условиях изоляции от общества на срок до 15 суток, а за нарушение требований режима чрезвычайного положения или режима в зоне проведения антитеррористической операции — до 30 суток;
- Административное выдворение за пределы Российской Федерации иностранного гражданина или лица без гражданства;
- Дисквалификация. Это лишение физического лица права занимать руководящие должности в исполнительном органе управления юридического лица, входить в совет директоров (наблюдательный совет), осуществлять предпринимательскую деятельность по управлению юридическим лицом, а также управление юридическим лицом в иных случаях;
- Административное приостановление деятельности.
- Административный запрет на посещение мест проведения официальных спортивных соревнований в дни их проведения (введен Федеральным законом от 23.07.2013 N 192-ФЗ; вступил в силу с 20 января 2014)